# 短棘埃氏絨鮋
短棘埃氏絨鮋是輻鰭魚綱鱸形目鮋亞目的一個物種，也是埃氏絨鮋科（Eschmeyeridae）及埃氏絨鮋屬的唯一一種，為熱帶海水魚，分布於中西太平洋斐濟海域，棲息深度27-43公尺，體長可達4.1公分，棲息在底層水域，生活習性不明。